# Central hidroeléctrica de Kajovka
La central hidroeléctrica de Kajovka es una central hidroeléctrica de pasada en el río Dniéper en Nueva Kajovka, Ucrania. La mencionada ciudad portuaria está ubicada en la orilla sur del embalse homónimo. Los propósitos principales de la presa son la generación de energía hidroeléctrica, el riego y la navegación. Es la sexta y última presa en la cascada del embalse de Dniéper. El canal de aguas profundas permite el envío río arriba y río abajo. La instalación también incluye un jardín de invierno.
La carretera P47 y un ferrocarril cruzan el río Dniéper en la presa.
La planta de energía hidroeléctrica Kajovka tenía 241 empleados en octubre de 2015. El director es Yaroslav Kobelya desde septiembre de 2012. A partir de 2019, la represa fue rentable aportando 6,1 millones de UAH a los presupuestos del gobierno local y 44,6 millones de UAH a los ingresos nacionales.

## Presa
La presa tiene una esclusa asociada y una central con una capacidad instalada de 357 MW. El agua del embalse de Kajovka está enfriando la Central nuclear de Zaporiyia de 5,7 GW y también se envía a través del canal de Crimea del Norte y el canal Dnieper-Kryvyi Rih para irrigar grandes áreas del sur de Ucrania y el norte de Crimea. La construcción de la presa comenzó en septiembre de 1950. El último generador se puso en servicio en octubre de 1956. Es operado por Ukrhydroenergo.
A partir de 2019, se realizaron importantes reparaciones y ampliaciones en la instalación.

## Invasión rusa de Ucrania
El 24 de febrero de 2022, las fuerzas rusas capturaron la central eléctrica durante la invasión rusa de Ucrania de 2022. Durante semanas de ataques de artillería por parte de las Fuerzas Armadas de Ucrania en agosto y septiembre, funcionarios ucranianos y rusos informaron que la capacidad de la instalación para transportar vehículos se había degradado, pero la presa en sí conservaba su integridad estructural.
A mediados de octubre de 2022, los informes noticiosos sugirieron que los rusos podrían estar planeando volar la presa para frenar la contraofensiva gubernamental ucraniana en el territorio ocupado por Rusia en el óblast de Jersón.
El 12 de noviembre, The Daily Mail informó que soldados rusos vestidos de civiles ejecutaron una operación de sabotaje. El artículo proporciona supuestas imágenes de CCTV del momento en que explotó la presa. Según el artículo, "el vídeo será visto como evidencia de destrucción deliberada por parte de los rusos mientras se retiran de lugares clave en Jersón".[cita requerida]
El 6 de junio de 2023, mientras la presa estaba bajo el control de las autoridades rusas, se produjo su minado y posterior destrucción, las inundaciones afectaron a decenas de miles de personas y causaron grandes daños económicos y ecológicos en la zona. Para el 18 de junio de 2023, la mayor parte del embalse se había vaciado.